# 宇井纯
宇井纯（日语：宇井 純/うい じゅん，1932年6月25日—2006年11月11日），是日本环保主义者和污染问题研究者，关注水源污染问题，积极对第二水俁病揭露谴责。